# Challenge de France féminin 2001-2002
La Challenge de France féminin 2001-2002 è stata la 1ª edizione della Coppa di Francia riservata alle squadre femminili. La finale si è svolta a Tournon-sur-Rhône nella regione del Rodano-Alpi ed è stata vinta dal Tolosa per 2-1 contro l'FC Lione. 

## Fase regionale
Le 372 squadre appartenenti ai campionati regionali si sfidano per prime in gare ad eliminazione diretta. 

## Fase federale

### Primo e secondo turno
Tra il 20 gennaio ed il 10 febbraio 2002 si aggiungono alle squadre rimanenti dal turno precedente le 30 squadre appartenenti al campionato Nacional 1B e si sfidano in gare ad eliminazione diretta.

## Sedicesimi di finale
Le gare si sono svolte il 17 marzo 2002 e si aggiungono alle squadre rimanenti dal turno precedente 12 club del campionato Nacional 1A. 
| Squadra 1              | Risultato       | Squadra 2              |
| ---------------------- | --------------- | ---------------------- |
| FCF Lioujas            | 0 - 5           | Tolosa                 |
| AS Breuil-le-Vert      | 2 - 11          | Saint-Brieuc FF        |
| Paris Saint-Germain    | 3 - 1           | Hénin-Beaumont         |
| FCF Juvisy             | 3 - 0           | USO Bruay-la-Buissière |
| FC Domont              | 2 - 0           | AS Saint-Quentin       |
| COM Bagneux            | 0 - 0 (1-4 dtr) | Compiègne              |
| Colombes FC            | 0 - 4           | Nord Allier Yzeure     |
| ASF Valentigney        | 0 - 8           | FC Lione               |
| Saint-Memmie Olympique | 1 - 2           | SC Schiltigheim        |
| ASC Joué-en-Touraine   | 1 - 1 (3-0 dtr) | Le Mans                |
| ES Vitrolles           | 1 - 1 (3-4 dtr) | FC Félines Saint-Cyr   |
| Rodez                  | 2 - 2 (4-5 dtr) | FCF Monteux            |
| Montpellier            | 1 - 1 (5-4 dtr) | Caluire SCSC           |
| ESTC Poitiers          | 0 - 4           | Soyaux                 |
| Stade Quimpérois       | 3 - 1           | FCE Arlac              |
| La Roche-sur-Yon       | 3 - 1           | Tours FC               |

## Ottavi di finale
Tutte le gare si sono svolte il 7 aprile 2002 tranne FC Lione – Nord Allier Yzeure in programma il giorno precedente. 
| Squadra 1            | Risultato       | Squadra 2           |
| -------------------- | --------------- | ------------------- |
| FC Lione             | 4 - 2           | Nord Allier Yzeure  |
| ASC Joué-en-Touraine | 0 - 9           | Saint-Brieuc FF     |
| FC Domont            | 2 - 4           | Stade Quimpérois    |
| La Roche-sur-Yon     | 1 - 2           | Paris Saint-Germain |
| Tolosa               | 4 - 0           | Soyaux              |
| SC Schiltigheim      | 2 - 2 (5-3 dtr) | Compiègne           |
| FC Félines Saint-Cyr | 0 - 1           | FCF Juvisy          |
| FCF Monteux          | 2 - 2 (4-3 dtr) | Montpellier         |

## Quarti di finale
Le gare si sono svolte tra il 20 e 21 aprile 2002.
| Squadra 1           | Risultato | Squadra 2       |
| ------------------- | --------- | --------------- |
| Saint-Brieuc FF     | 2 - 1     | FCF Monteux     |
| FCF Juvisy          | 6 - 2     | SC Schiltigheim |
| Paris Saint-Germain | 0 - 3     | Tolosa          |
| Stade Quimpérois    | 0 - 3     | FC Lione        |

## Semifinali
Le gare si sono svolte tra il 1 e 2 giugno 2002.
| Squadra 1 | Risultato | Squadra 2       |
| --------- | --------- | --------------- |
| FC Lione  | 3 - 0     | Saint-Brieuc FF |
| Tolosa    | 6 - 2     | FCF Juvisy      |

## Finale
| Arbitro: | Noëlle Robin |

|                         |           |              |
| Traïkia 42’ Rouquet 79’ | Marcatori | 67’ Dessalle |